# Pasquale Pisari
Pasquale Pisari (Roma, 1725-1778) fou un compositor italià.
Era fill d'un pobre paleta, i la seva bellíssima veu cridà l'atenció del músic Gaetano Gaspari, que li donà les primeres lliçons, sent més tard deixeble de Biardi, mestre de la capella espanyola de Roma.
Acabà de perfeccionar-se per l'assidu estudi de les obres de Palestrina, assimilant-se també a l'estudi de l'il·lustre músic, que el sacerdot Martini l'anomenà “el Palestrina del segle XVIII”.
El 1752 cantà com a super-numerari en la capella pontifical, però era tan escàs el seu salari, que sempre va viure en la més extrema pobresa; per manca de diners per comprar-la, ell mateix es feia la tinta amb aigua i carbó, i en quant el paper utilitzava el que trobava pel carrer i després el pautava ell mateix.
Això no obstant, la seva fama traspassà les fronteres, i vers l'any 1770 l'ambaixador de Portugal li encarregà un Dixit a 16 veus reals i 4 cors. L'obra fou executada a Roma, i produí vertadera admiració, però Pisari morí abans de rebre la recompensa.
A part d'aquesta composició realitzà un considerable nombre de misses, salms i motets, a 8 veus, un Miserere a 9, i d'altres moltes obres, manuscrits els quals es guarden en la capella pontifical.